# Vuelta (revista)
Vuelta fue una revista fundada en diciembre de 1976 por el poeta mexicano Octavio Paz y un prominente grupo de intelectuales de diversas partes de América Latina y del resto del mundo. El primer Consejo de Redacción estuvo integrado por antiguos colaboradores de la revista Plural (1971), editada con el apoyo económico del periódico Excélsior. A pesar de que los enfoques editoriales y puntos de vista entre ambas publicaciones fueron muy distintos, la mutua tolerancia fue siempre más fuerte que las brechas ideológicas de sus respectivos directores. 
El primer número de Vuelta apareció en diciembre de 1976 y fue publicada hasta agosto de 1998, poco después de la muerte de Paz.

## Pluraly suVuelta
El 8 de julio de 1976 tuvo lugar el conflicto en la dirección de Excélsior que causó la expulsión de su director Julio Scherer García del periódico: periodistas y connotados colaboradores renunciaron, al igual que el cuerpo editorial de Plural. De acuerdo con The New York Times, la «diáspora» intelectual y crítica que se produjo en ese momento fue provocada por una reacción del entonces presidente de México Luis Echeverría Álvarez. Este hecho fue "una clausura al tono liberal que se inició durante ese particular período político".
Del cisma de Excélsior también nace la revista Proceso, editada por Scherer.
El mismo año se conforma el primer Consejo Editorial de Vuelta, conformado originalmente por Octavio Paz (Director), Alejandro Rossi (Director Suplente), José de la Colina (Secretario de Redacción), Salvador Elizondo, Juan García Ponce, Kazuya Sakai, Tomás Segovia y Gabriel Zaid.
La revista mantuvo una línea editorial crítica y ejercía la polémica dentro del ámbito político mexicano, planteando debates entre intelectuales latinoamericanos y europeos en torno a temas de actualidad.
En 1993 fue galardonada con el Premio Príncipe de Asturias de Comunicación y Humanidades. 
La revista Letras Libres, fundada por Enrique Krauze, es considerada heredera del legado de Vuelta. 

## Vuelta (poesía)
Vuelta también es un libro de poemas escritos por Octavio Paz entre 1969 y 1974. El título se refiere al regreso del poeta a México, después de ocho años: en 1968 dimitió como embajador de México en India, en protesta por La matanza de Tlatelolco (el 2 de octubre), días antes del inicio de los Juegos Olímpicos de México 1968, en la Plaza de las Tres Culturas en la Unidad Habitacional de Tlatelolco. 
Está formado por cuatro poemas extensos: Vuelta, A la mitad de esta frase, Petrificada petrificante, Nocturno de San Ildefonso y otros más breves. En ellos reflexiona sobre la historia de México y sobre su historia personal.
| Predecesor: Emilio García Gómez | 13.er Premio Príncipe de Asturias de Comunicación y Humanidades 1993 | Sucesoras: Misiones Españolas en Ruanda y Burundi |